# アヌラーダプラ県
アヌラーダプラ県（アヌラーダプラけん、シンハラ語: අනුරාධපුර දිස්ත්‍රික්කය、タミル語: அனுராதபுரம் மாவட்டம்、英語: Anuradhapura District）は、スリランカ北中部州に属する県。面積は7,179 km²。

## 地理
アヌラーダプラ県はスリランカ北側の内陸中央部、中央高地の北の平野地帯にあり、北中部州2県の中で北西側に位置する。南東でポロンナルワ県、南で中部州マータレー県、南西で北西部州のクルネーガラ県とプッタラム県、北で北部州のマンナール県とバブニヤ県、東で東部州トリンコマリー県と接する。県庁所在地であるアヌラーダプラは、県の中央付近に位置している。

### 主要な都市及び町
- アヌラーダプラ - Municipal Council
- ミヒンタレー（英語版）

## 人口動態

### 民族
| 民族               | 人口    | %     |
| ------------------ | ------- | ----- |
| シンハラ           | 778,131 | 90.9% |
| スリランカ・ムーア | 70,248  | 8.2%  |
| スリランカ・タミル | 5,065   | 0.6%  |
| インド・タミル     | 957     | 0.1%  |
| バーガー           | 187     | 0.02% |
| スリランカ・マレー | 158     | 0.04% |
| その他             | 1,486   | 0.2%  |

### 宗教
| 宗教               | 人口    | %     |
| ------------------ | ------- | ----- |
| 仏教               | 772,041 | 90.2% |
| イスラム教         | 71,386  | 8.3%  |
| カトリック         | 6,189   | 0.7%  |
| ヒンドゥー教       | 3,391   | 0.4%  |
| その他のキリスト教 | 3,120   | 0.4%  |
| その他             | 105     | 0.0%  |